# Kiss Me, Kate (Musical)
Kiss Me, Kate ist das bekannteste und erfolgreichste Musical von Cole Porter. Das Buch stammt von Samuel und Bella Spewack. Die Uraufführung fand am 30. Dezember 1948 im New Century Theatre in New York statt. Im deutschen Sprachraum läuft das Musical in der Übersetzung des Berliner Kabarettisten Günter Neumann aus den 1950er-Jahren – in Film, TV und auf einigen Bühnen Deutschlands unter dem Titel „Küß mich, Kätchen!“, sonst meist mit Neumanns Text, aber dem Originaltitel.

## Inhalt
Kiss Me, Kate handelt von einer Theatergruppe, die eine musikalische Fassung von Shakespeares „Der Widerspenstigen Zähmung“ aufführt; es ist also ein „Stück im Stück“ zu sehen. Der Produzent, Fred Graham, hat die männliche Hauptrolle in Shakespeares Stück, „Petrucchio“, mit sich selbst besetzt. Für die weibliche Hauptrolle, die widerspenstige „Katharina“, hat er seine Ex-Frau Lilli Vanessi engagiert. Lilli ist mit dem Geldgeber des Stückes, Harrison Howell, verlobt und Fred hat eine Affäre mit der Nachtclub-Schönheit Lois Lane, der er die Rolle von Katharinas jüngerer Schwester „Bianca“ zugeschanzt hat. Ziemlich schnell wird jedoch klar, dass es zwischen Fred und Lilli nach wie vor knistert.
Unmittelbar vor Beginn der Aufführung sendet Fred einen Blumenstrauß an Lois, der jedoch irrtümlich bei Lilli landet. Diese freut sich zunächst unbändig; als sie jedoch während der Aufführung endlich dazu kommt, die dem Strauß beigefügte Karte zu lesen, wird ihr der Irrtum bewusst und ihre Freude wandelt sich in Zorn um. Während der berühmten Szene in Shakespeares Stück, bei der Katharina und Petrucchio das erste Mal aufeinandertreffen, kommt es zum Eklat: Lilli extemporiert, beißt, tritt und ohrfeigt Fred, der sie schließlich im Gegenzug mitten auf der Bühne übers Knie legt. Nach dieser Demütigung weigert Lilli sich weiterzuspielen und bittet ihren Verlobten telefonisch, sie unverzüglich abzuholen. Da kommen Fred unerwartet zwei Gangster zu Hilfe: Bill Calhoun, der Darsteller des „Lucentio“ (und Lois’ Freund) mit Hang zum Glücksspiel, hat nämlich einen Schuldschein mit Freds Namen unterzeichnet.
Fred gibt nun vor, den Schuldschein tatsächlich selbst unterschrieben zu haben, und behauptet, er könne seine Schulden nur dann bezahlen, wenn die Gangster Lilli davon abhalten würden, das Ensemble vorzeitig zu verlassen. Der Plan geht zunächst auf – Lilli muss weiterspielen. Vor der Schlussszene von „Der Widerspenstigen Zähmung“ erfahren die Gangster jedoch, dass ihr Auftraggeber liquidiert wurde, und lassen Lilli daher doch mit ihrem Verlobten das Theater verlassen. Zu Freds freudiger Überraschung erscheint Lilli zu guter Letzt doch wieder auf der Bühne – sie hat sich offensichtlich trotz allem für ihn entschieden. Ein Happy End gibt es also nicht nur für Katharina und Petrucchio, sondern auch für Lilli und Fred.

## Auszeichnungen und Verfilmung
Das Musical gewann 1949 fünf Tony Awards und hatte über tausend Aufführungen am Broadway. In der Uraufführung spielten Alfred Drake, Patricia Morison, Lisa Kirk und Harold Lang die wichtigsten Rollen.
Kiss Me, Kate wurde 1953 vom Regisseur George Sidney als 3D-Film produziert, mit Howard Keel, Kathryn Grayson, Ann Miller und Keenan Wynn. Die Verfilmung erhielt eine überwiegend positive Rezeption; in Deutschland kam der Film als Küß mich, Kätchen! in die Kinos. Lange Zeit war die 3D-Fassung verschollen, erst im Jahr 2003 wurde sie auf der „World 3D-Film Expo“ wieder im ursprünglichen Polarisationsprozess aufgeführt.

## Bekannte Musiknummern
- „Another Op'nin' Another Show“ (dt.: Premierenfieber)
- „Wunderbar“
- „So in Love“ (dt.: So verliebt)
- „I Hate Men“ (dt.: Nur kein Mann)
- „Bianca“
- „Too Darn Hot“ (dt.: Viel zu heiß)
- „Always True to You (In My Fashion)“ (dt.: Aber treu bin ich nur dir Schatz (auf meine Weise))
- „Brush up Your Shakespeare“ (dt.: Schlag nach bei Shakespeare)

In der deutsch synchronisierten Version der Filmfassung singen Sopranistin Elisabeth Schwarzkopf die Lieder der Lilly/Katharina, Bariton Josef Metternich die Lieder des Fred/Petruchio und Sopranistin Rita Streich die Lieder der Lois/Bianca. Die Gesangsdouble werden im Vor- und Nachspann nicht genannt.

## Medien
- Kiss Me, Kate Recordings - The Stephen Sondheim Reference Guide (englisch)